# Göran Mårtensson
Göran Mårtensson, född 26 maj 1960 i Kristianstad, är en svensk officer (generallöjtnant). Från 1 februari 2016 till 30 juni 2025 var han generaldirektör för Försvarets materielverk, då han ersattes av Mikael Granholm.

## Biografi
Mårtensson började sin militärakarriär vid Wendes artilleriregemente (A 3) i Kristianstad, där han 1999–2000 var bataljonschef. År 2002 till 2006 var Mårtensson chef för Artilleriregementet (A 9). Han tillträdde tjänsten i Kristinehamn och var ansvarig för regementets omlokalisering till Boden år 2005. Från 1 januari 2014 till 31 januari 2016 var Mårtensson Försvarsmaktens insatschef och chef för Insatsledningen.  1 februari 2016 tillträdde Mårtensson befattningen som ny generaldirektör för FMV. 20 oktober 2021 beslutade regeringen att förlänga Mårtenssons förordnande som FMV:s generaldirektör till 31 januari 2025. 19 december 2024 beslutade regeringen att åter förlänga Mårtenssons förordnande, nu till 30 juni 2025.
Göran Mårtensson är ledamot av Kungliga Krigsvetenskapsakademien.

## Befattningar
Göran Mårtensson inledde sin karriär som repetitör vid Artilleri- och ingenjörhögskolan (AIHS) 1988–1989. Därefter tjänstgjorde han som kompanichef vid Wendes artilleriregemente (A 3) mellan 1989 och 1990. Åren 1991–1993 var han elev vid Militärhögskolans högre tekniska chefskurs, och fortsatte som generalstabsaspirant vid Försvarets materielverk (FMV) 1993–1994 och därefter vid Arméledningen i Högkvarteret 1994–1995.
Under perioden 1995–1997 var Mårtensson planeringsledare vid Arméledningen, och 1997–1998 tjänstgjorde han som adjutant till Arméchefen. Han studerade 1998–1999 vid Joint Command and Staff College i London, och var 1999–2000 bataljonschef och utbildningsledare vid Wendes artilleriregemente.
År 2000 blev han chef för Grundorganisationsledningens förbandssektion i Högkvarteret, och den 1 februari 2002 tillträdde han som chef för Artilleriregementet (A 9) och Kristinehamns garnison. Den 1 juli 2006 utsågs han till chef för Markstridsskolan (MSS) i Skövde och Kvarn.
Den 14 maj 2007 blev Mårtensson Försvarsmaktens Förbandsproduktionschef, och den 7 maj 2009 tillträdde han som Försvarsmaktens produktionschef och chef för Produktionsledningen. Från 1 januari 2014 var han Försvarsmaktens insatschef och chef för Insatsledningen. Sedan 1 februari 2016 är han generaldirektör för FMV.

## Krigsbefattningar
År 1988 tjänstgjorde Göran Mårtensson som haubitskompanichef och bataljonsartillerichef vid Göingebrigaden (PB 8) under en krigsförbandsövning (KFÖ). Vid 1993 års KFÖ var han verksam vid artilleriregementsstaben, och året därpå, 1994, var han brigadartillerichef vid Södra skånska brigaden (MekB 7), med krigsplacering i Arméledningen.
Under 1998 års KFÖ var han stridsledningschef vid Södra arméfördelningen (13. förd). Mellan 2002 och 2005 innehade han befattningen som bekämpningschef vid 1. Mekaniserade divisionen. Därefter verkade han som Förbandsproduktionschef vid Högkvarteret 2007 och som Produktionschef vid Högkvarteret från 2009. Slutligen var han åren 2014–2016 insatschef vid Högkvarteret.